# Strana pro Thajce
Strana pro Thajce (thajsky: พรรคเพื่อไทย, Phak Phuea Thai) je thajská středová politická strana. Strana vznikla v září 2007 jako třetí strana thajského politika Tchaksin Šinavatra poté, co thajský ústavní soud rozpustil jeho předchozí Stranu lidové moci.
V roce 2011 byla vůdkyní strany do voleb Jinglak Šinavatrová, která po vítězství ve volbách nastoupila v letech 2011–2014 na post předsedkyně vlády Thajska.

## Předsedové strany
- Banjongsak Wongratanawan (20. září 2007 – 20. září 2008)
- Suchart Thadathamrongvej (21. září 2008 – 19. listopadu 2008)
- Yongyuth Wichaidit (7. prosince 2008 – 4. října 2012)
- Wirot Pao-in (8. října 2012 – 30. října 2012)
- Jarupong Ruangsuwan (30. října 2012 – 16. června 2014)
- Wirot Pao-in (16. června 2014	– 2. července 2019)
- Plodprasop Surasawadee (3. července 2019 – 12. července 2019)
- Sompong Amornwiwat (12. července 2019 – 28. října 2021)
- Cholanan Srikaew (28. října 2021 – 30. srpna 2023)
- Paetongtarn Šinavatrová (27. října 2023 – )